# 競合モデル
競合モデル（The competition model）は、エリザベス・ベイツとブライアン・マクウィニー（1981）によって開発された言語習得と文処理に関する心理言語学的理論である。
このモデルでは、言語の意味は文の中のいくつかの言語的な「合図（cue）」（特定の機能をシグナリングする）を比較することによって解釈され、言語は豊かな言語環境の中で基本的な認知メカニズムの競合によって学習されることを示唆している。
また競合モデルは、言語の獲得と処理に関する創発主義的な理論であり、厳密な生得理論や経験主義的な理論の代替案であるといえる。
競合モデルによると、競合的な認知プロセスは系統的、存在論的、同期的なスケールで動作し、言語習得が様々な時系列的スケールにわたって行われるとされる。

## 古典的競合モデル

### 文処理
競合モデルは，当初，異言語間文処理の理論として提案された。 人は文の意味を解釈する際に，文脈に含まれる様々な言語的手がかり（語順，形態素，意味的特徴（アニマシーなど））を考慮して，それぞれの解釈に対する確率的な値を計算し，最終的に最も可能性の高い解釈を選択するというモデルである。このモデルによると、手がかりの重みは、その手がかりがどの程度利用可能で、理解の際には意味を、生成の際には形式を導く信頼できるものであるかに基づいて、帰納的に学習される。
競争モデルでは、言語によって意味を表す手がかりが異なるため、手がかりの重みは言語間で異なり、ある言語のユーザーは、その言語に関連した手がかりの重みを使って文章を解釈することになる。そのため、他の言語を学ぶ際には、どの言語でどのような手がかりが重要なのかを学ばなければ、どの言語の文章もうまく解釈することはできません。このモデルでは、キューを「言語の形と意味や機能を結びつけるために、発話の表面構造に存在する情報源」と定義している。手がかりは、その種類（形態論的、統語論的、韻律的、意味論的、語用論的）、利用可能性（どのくらいの頻度で存在するか）、信頼性（どのくらいの頻度で正しい解釈につながるか）によって異なる。それぞれの手がかりは、利用可能性と信頼性の合算である手がかり有効性を一定レベルで持っています。ケースマーキング、アニマシー、語順など、同じ基本タイプの手がかりでも、言語によって有効性のレベルが著しく異なる場合があります。例えば、アニマシーの手がかりは、英語では最小限の役割しか果たしていないが、イタリア語では大きな役割を果たしている。
このモデルでは、処理中に手がかりが競合したり協力したりすることを前提としている。手がかりが同じ解釈や生成物を指し示すことで協力または収束することもある。時には、手がかりは相反する解釈や生成物を指し示すことで競合する。

### 言語習得
近年では、競合モデルは、第一・第二言語習得の統一理論として発展した。その説明範囲は、合図（cue）、記憶、チャンキング、コード、レゾナンス（共鳴）など、言語獲得に関与する多くの心理言語学的プロセスを説明するために拡大されてきている。
競合モデルの拡張版では、これらの認知メカニズムのそれぞれが、言語の獲得と使用の間、学習者の心の中で競合する対象言語の表象（L2学習者の場合は母語）の活性化を制御していると仮定している。元来のモデルと同様に、競合する表象の重みづけは、学習者の目標言語での経験に基づいてその都度リアルタイムに計算され、調整される。
このように、このモデルでは、学習者は対象言語に触れる機会が増えれば増えるほど、学習者は対象言語の文の意味をより完全かつニュアンスの伴う形で理解できるようになると推測している。

### 手法
競合モデルでは、言語の発生を発達段階や個体発生段階のタイムスケールで調べるには、少なくとも2つの方法を仮定する。ひとつは、ニューラルネットワークモデルを用いて、詳細な文法構造の獲得をシミュレートする方法である。競合モデルの研究者たちは，英語，ドイツ語，ハンガリー語など、いくつかの言語の形態論，構文，語彙の獲得に関するコネクショニスト・モデルを構築している。さらに，生物学的な観点から，初期の巣状病変を持つ子どもたちの言語処理に関するデータを用いて、言語の発生を検討してきた。反応時間法や神経心理学的検査を用いたこれらの子どもたちの研究結果によると、彼らは言語の機能的使用は完全に正常であるにもかかわらず、処理の詳細な側面が遅れるケースがあることがわかった。機能的磁気共鳴画像技術を用いて、特定の言語タスクに関連する神経学的な活性化領域が特定された。これらの結果から、脳内での言語発生の敏感な時期に関する一連の仮説の検証もされている。

## 統一的競合モデル
古典的な競合モデルは、文の処理と手がかりの学習の基本的な特徴の多くをよく説明している。このモデルは、手がかり、妥当性、信頼性、競合、伝達、および強さに関する小さな仮定に依存しており、それぞれを直接調査することができる。 しかし、このモデルはいくつかの重要な点で限界が指摘されている。
- 脳の構造。古典的なモデルは、脳内の言語組織について現在わかっていることとは無関係である。その結果、言語障害や言語喪失のパターンを不完全にしか理解することができない。
- 臨界期。古典的なモデルは、言語習得には生物学的に決定された臨界期があるという考えを理解していない。
- 動機付け。古典的なモデルでは、言語の学習、嗜好、コードスイッチング、喪失を支配する社会的要因や動機付けの役割が与えられていない。
- メンタルモデル。古典的なモデルでは、理解時におけるメンタルモデルの構築と、生産時におけるメンタルモデルの形成の役割が含まれていない。
- マイクロジェネシス。古典的なモデルでは、項目獲得、流暢性の発達、および手がかりの強さの学習の過程を微視的に説明することができない。
これらの課題に対処するために古典的モデルを拡張するには、関連する理論から洞察を得る必要がある。その結果生まれた広範な理論は、様々な独立した理論的枠組みを1つの全体的なモデルに統合しようとするものであるため、統一的競合モデル（UCM：Unified Competition Model）と呼ばれている。古典版モデルから統一版モデルへの移行は、生物科学（West-Eberhard, 2003）、社会科学（Kontopoulos, 1993）、物理科学（von Bertalanffy, 1968）で展開されている創発論との整合性を高めるために行われた。

### L1およびL2学習モデルの統合
UCMのような創発主義、機能主義、非自然主義のモデルが直面する大きな課題は、第二言語(L2)習得の結果における年齢的な変化に対処することである。 子供は大人よりも完全に第二言語を習得してしまうということは広く知られている。ある説明では、子どもと大人のL2学習の間のこの「根本的な違い」(Bley-Vroman, 2009)[15]は、生物学的に根拠のある自然言語学習の臨界期が終了したことに起因するとしている。これに対して，競合モデルの枠組みでは，言語習得のすべての形態が同じ一連の認知的・社会的プロセスを利用しているが、特定のプロセスへの相対的な依存度や、これらのプロセスが他の学習とどの程度相互作用するかが異なることを強調している。
具体的には，UCMは，L2 習得を妨げる 4 つのリスク要因について，子どもよりも大人の方がより困難であるとしている。
   第一言語（L1）パターンの定着は，L2パターンとの競合につながる。大人のL2パフォーマンスを形成するエンレンチメントと競合の役割は、古典的な競合モデル（Bates & MacWhinney, 1981; McDonald, 1989）の主要な特徴であった。 
1. エンレンチメントは，臨界期に関与するタイプの種特異的な遺伝的メカニズムではなく、神経ネットワーク機能の基本的な特性（Zevin, 2012）[6]であることを考慮することが重要である。
2. 大人は、L1からL2へのパターンの伝達に大きく依存している。これにより、初期の学習が早くなり、その後、L2のパターンを正確に習得できなくなる。このような転送の悪影響に加えて，成人がL1からの翻訳に頼ることで，L1にL2が寄生する関係が生まれる[7]。
3. 大人は新しい単語を習得する際に，抑揚や機能語を無視して，フレーズの中の内容語を分離する過剰分析を行う傾向がある。 一方、子どもは、より大きな塊の一部として単語を獲得することで言語を習得する傾向がある。
4. 大人は、L2コミュニティとの交流から孤立する可能性がある。

大人は、4つの保護要因または予防要因に重点を置くことで、これらの4つのリスク要因を相殺することができる。
1. 大人は共鳴に重点を置くことで、新しい形を学び、定着させることができる-L2の形の間に意味のあるリンクを作るプロセス[8]。
2. 大人は自分自身をL2で考えるように仕向けることができる（Vygotsky, 1934）。 この内在化のプロセスは、L2のパターン間のリンクをさらに強化し、より大きな流暢性を生み出すことにつながる。
3. 新しい形や組み合わせを学ぶとき、大人は大きなフレーズ単位のチャンキングを重視することができる。
4. 大人は、L2教材を読んだり、L2番組を見たり、L2グループと交流したりすることで、社会的孤立を避け、参加意識を最大限に高めることができる[9]。

これらのプロセスはすべて、子供にも大人にも影響を与える。年齢によって異なるのは、その人の相対的な社会的地位と、すでにL1を定着させている度合いである。

### 創発主義の3つの要素
以上、L2学習における年齢の影響について説明したが、古典的なバージョンのモデルでは、競合の役割が強調されている。しかし、言語構造の学習には様々なバリエーションがあることがわかっている。例えば、L2の語彙の学習に関しては、大人の方が子供よりも優れているが、ネイティブに近いL2の発音を習得する上では、大人の方が圧倒的に多くの問題に遭遇する。 このような違いを理解するためには、言語を構成する構造レベルから考える必要がある。創発論では、物理的、生物的、社会的プロセスを制御する3つの主要な次元を強調している。 これらは、競合、構造レベル、時間/プロセスフレームである。 競合モデルの古典的なバージョンは、言語における競合の役割を説明し、定量化している。しかし、より完全な創発論的説明では、この競合の分析は、構造的レベルと時間／プロセスのスケールの分析によって補完されなければならない。

## 競合モデルの発展
古典的な競合モデルでは、手がかりの信頼性が手がかりの強さを形成することが強調されていた。これらの効果は、高度に構造化された文処理実験で測定された。この研究の限界を解決するために、統一的競合モデルでは、子供と大人の第二言語学習の比較において、年齢に関連する事実をより詳細に説明しようとした。古典的なモデルでは、これらの効果を説明できる唯一のメカニズムは、負の伝達によって表現されるL1とL2のパターン間の競合であった。 転移は、成人のL2学習における困難のリスク要因として大きな役割を果たすが、唯一のリスク要因ではない。
構造レベルや時間枠を超えたL2学習成果の多様性をより詳細に見ていくと、L2学習における成果の多様性について、より複雑な説明を構築する必要があることが明らかになった。この説明のためには、UCMフレームワークに創発理論をより深く統合する必要があった。その結果、先に述べた古典的なモデルの限界を解決した。具体的には：
- 言語構造を特定の脳領域に結びつけることで，モデルはますます神経言語学的に根拠づけられるようになった（MacWhinney, 2019）。
- 一連のリスク要因と保護要因を明確にすることで、このモデルはL2学習における年齢に関連したパターンをより正確に扱うことができる。
- 社会的要因や動機付け要因を時間／プロセスフレームで説明することで、社会集団や職場環境によるL2の成果のばらつきをより適切に説明し、コードスイッチングや言語退行のパターンも説明する。
- パースペクティブ・スイッチングの理論をリンクさせることで、オンラインでの文処理をより深く理解することができる。
- コーパス（MacWhinney, 2019）とオンライン実験（eCALL）手法（MacWhinney, 2017）を開発することで、このモデルは流暢さの成長についてより完全なミクロ遺伝学的説明を提供するようになった。
L2学習の分析の文脈でこれらの問題のそれぞれに取り組むことで，現在のバージョンのUCMは，L2学習だけでなく，言語の進化（MacWhinney, 2005）、言語の変化、子どもの言語発達（MacWhinney, 2015），言語障害（Presson & MacWhinney, 2011），および言語喪失（MacWhinney, 2018）をよりよく理解することができるようになっている。